# 水戸市民会館
水戸市民会館（みとしみんかいかん）は、茨城県水戸市泉町1丁目7-1にある芸術文化施設。水戸市民会館、京成百貨店、水戸芸術館の3施設は「MitoriO」（ミトリオ）という愛称が付けられている。

## 歴史

### 初代（1972年～2011年）
1972年（昭和47年）12月、水戸市役所の隣接地に初代の水戸市民会館が開館した。
1998年度（平成10年度）までは結婚式場としても利用され、約5000組の利用があった。2011年（平成23年）までの38年間に年間約30万人、累計1300万人の利用があった。2011年（平成23年）の東日本大震災で被災して使用が停止された。2012年（平成24年）の耐震診断によって大規模な耐震化工事が必要とされたことから、2014年（平成26年）に解体された。

### 2代目（2023年～）

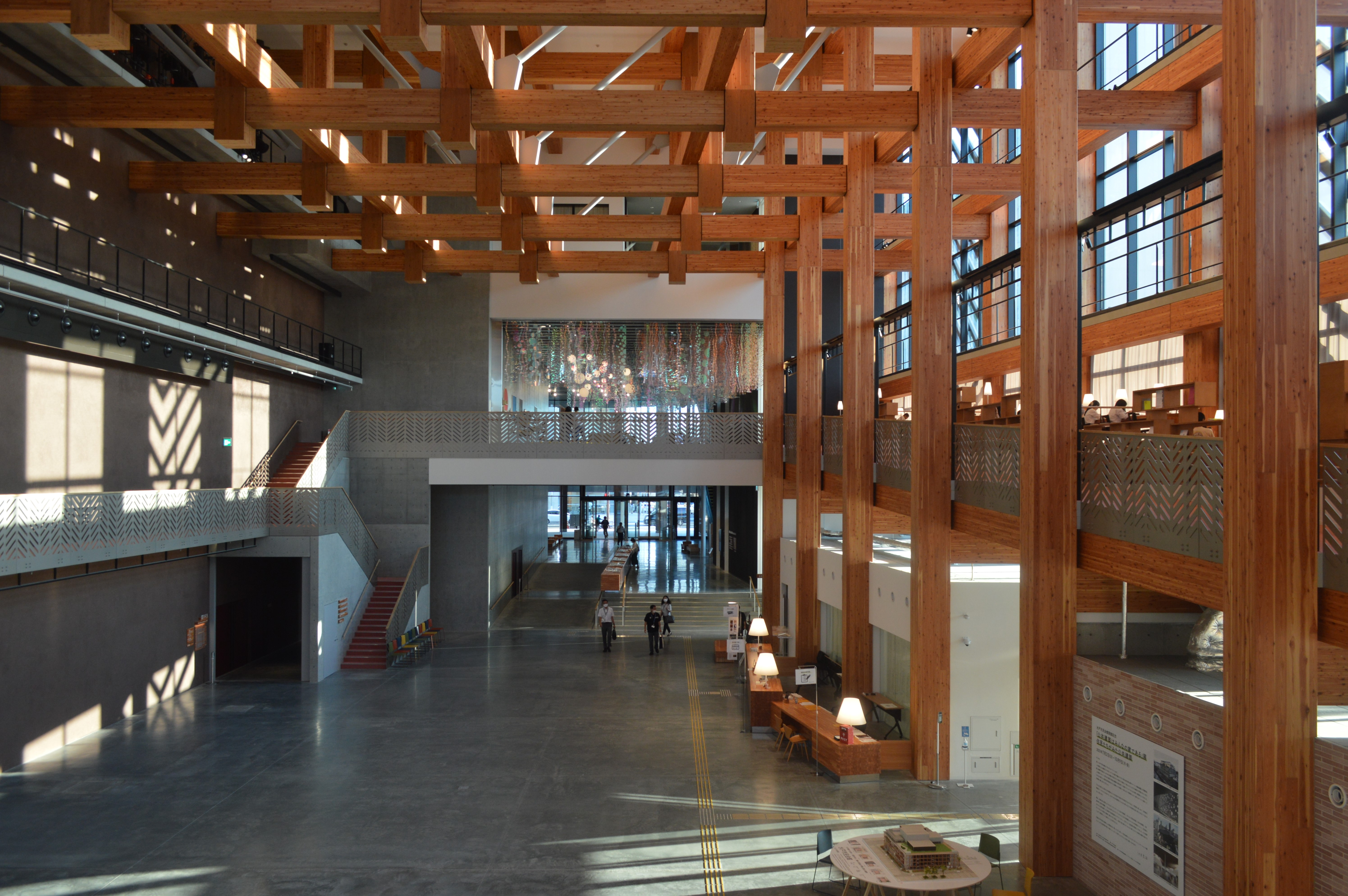
2代目水戸市民会館のやぐら広場

泉町1丁目北地区市街地再開発事業の一環として、旧京成百貨店跡地に2代目の水戸市民会館が建設された。2022年（令和4年）10月31日に竣工し、2023年（令和5年）7月2日に正式開館した。事業費は192億5000万円。7月2日には狂言師の野村萬斎による狂言「三番叟」、ピアニストの野平一郎によるコンサートを開催した。7月8日と7月9日には大ホールのこけら落とし公演として、ゆずのライブが開催された。

#### 年表
- 2013年（平成25年）
  - 3月11日：高橋靖水戸市長が、市議会で旧市民会館の移転建て替えの方針を示す[6]。
  - 9月12日：移転先について、水戸市長は中心市街地が最善とする見解を示す[7]。
- 2015年（平成27年）3月：水戸市が「水戸市新たな市民会館整備基本計画」を策定[8]。
- 2016年（平成28年）
  - 3月28日：公募型プロポーザルの結果、代表企業最優秀者が「株式会社 伊東豊雄建築設計事務所」、市内企業最優秀者が「株式会社横須賀満夫建築設計事務所」となる[9]。
  - 7月：水戸市泉町1丁目北地区市街地再開発事業、都市計画決定[10]。
- 2017年（平成29年）3月：水戸市が「水戸市新市民会館事業推進計画」を策定[11]。
- 2018年（平成30年）5月24日：水戸市泉町1丁目北地区市街地再開発事業、事業計画認可[10]。
- 2022年（令和4年）
  - 3月31日：水戸市民会館周辺エリアの愛称が「MitoriO」に決定[12]。
  - 10月26日：水戸市が「水戸市民会館開館記念事業基本方針」を策定[13]。
  - 11月13日：竣工式が開催[14]。
- 2023年（令和5年）
  - 5月26日・27日・6月4日：プレオープン[15]。
  - 7月2日：開館[16]。
  - 10月31日：令和5年度木材利用優良施設等コンクールで環境大臣賞を受賞[17]。
  - 12月8日 - 10日：G7茨城内務・安全担当大臣会合の会場となる[18][19]。

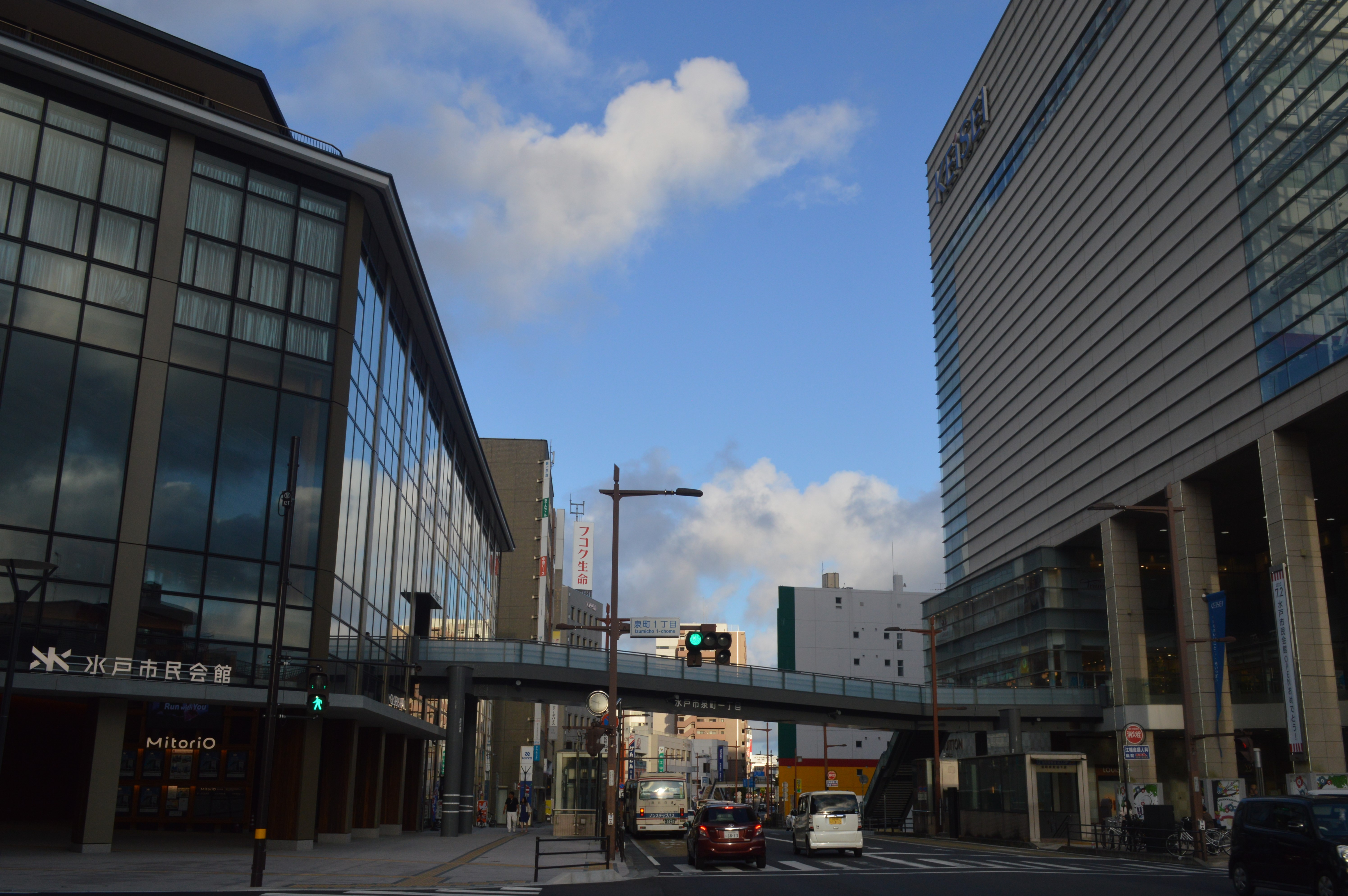
横断歩道橋で結ばれた水戸市民会館（左）と京成百貨店

## 施設

### 初代
初代市民会館は鉄筋コンクリート造一部鉄骨造、地上4階建。延床面積は7,497.92平方メートル。大ホール（1,004席）や会議室などを有していた。

### 2代目
2代目市民会館の設計者は伊東豊雄建築設計事務所と横須賀満夫建築設計事務所。地上4階・地下2階建て。茨城県における大規模ホールとしては1,514席の茨城県立県民文化センター（ザ・ヒロサワ・シティ会館）大ホールがあるが、これを上回る2000席のグロービスホール（大ホール）を有する。
- グロービスホール（大ホール）
- ユードムホール（中ホール）
- 小ホール
- スタジオ
- 展示室
- 会議室
- 和室

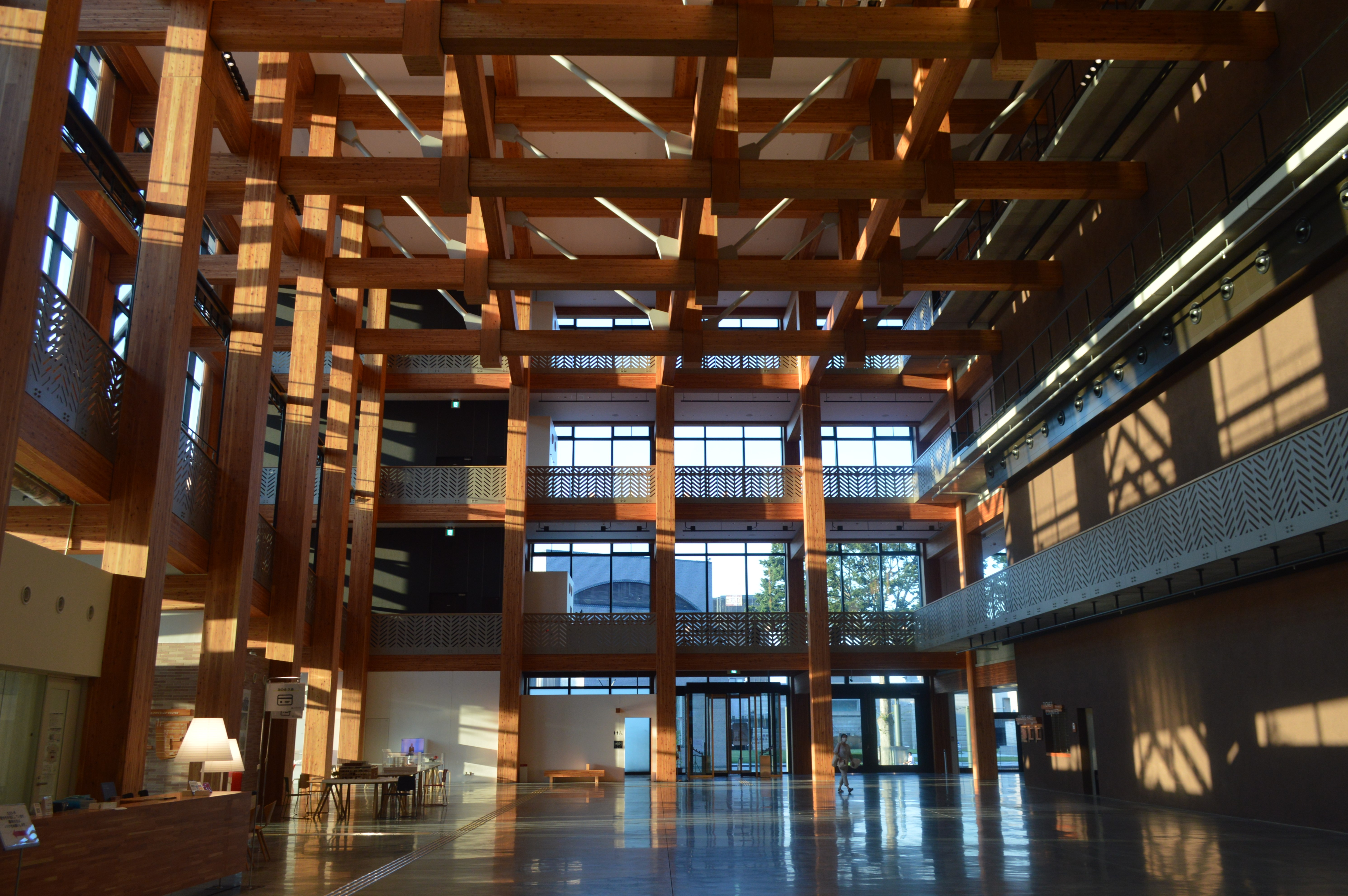
やぐら広場
- エントランス広場
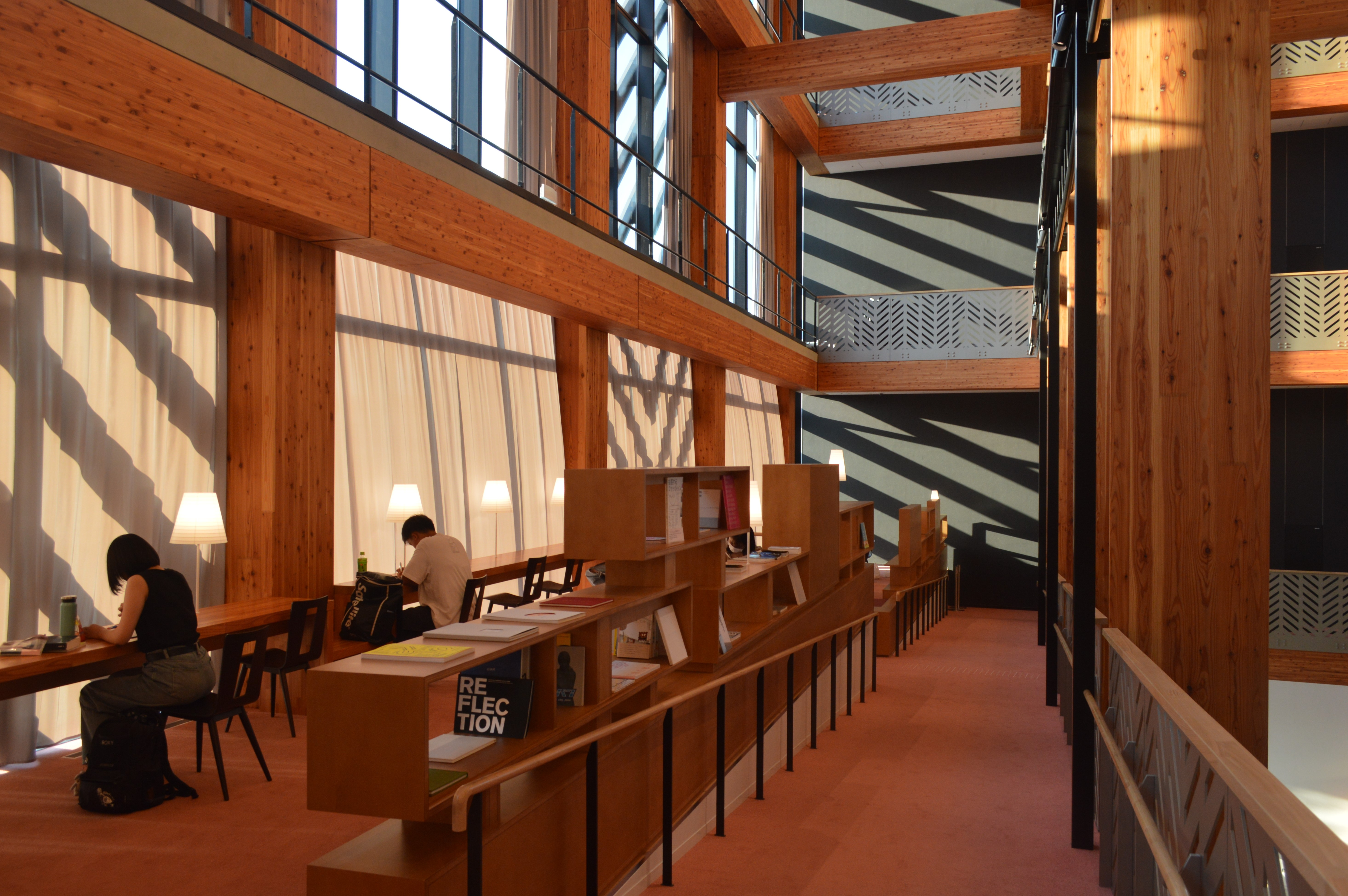
ラウンジギャラリー
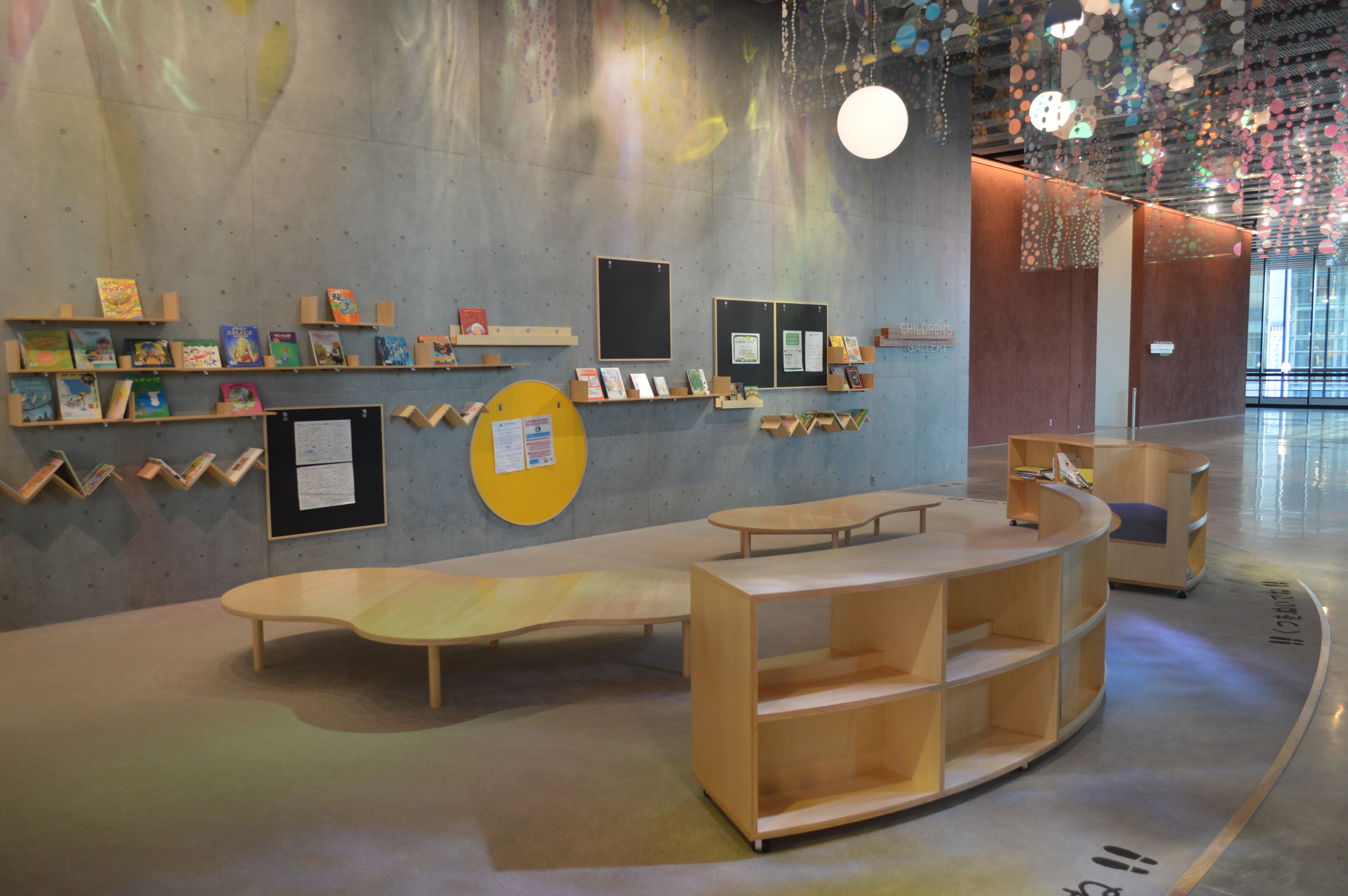
こどもギャラリー
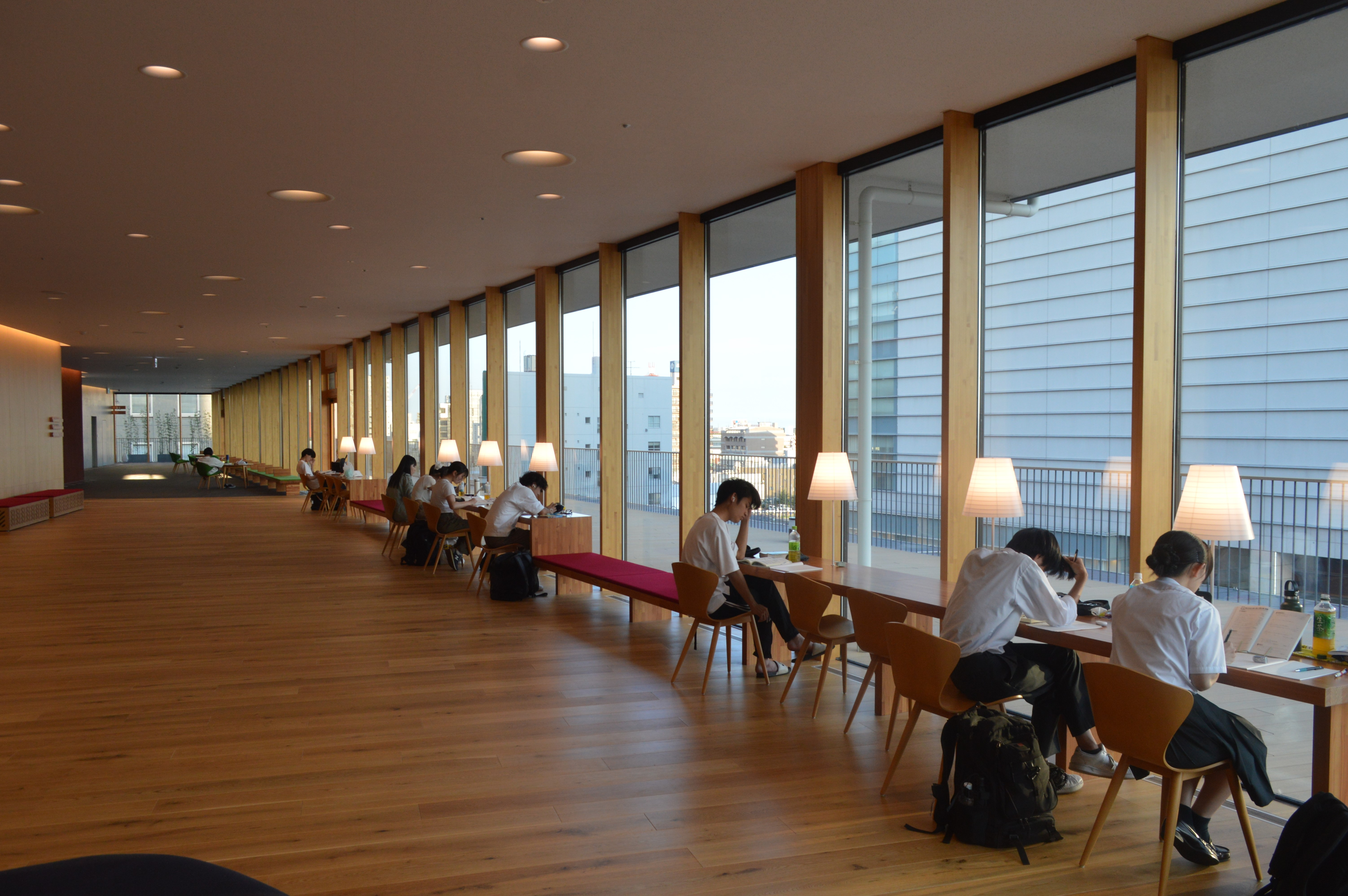
セイコーマート水戸市民会館店

- やぐら広場
- ラウンジギャラリー
- こどもギャラリー
- 4階ロビー